# Kepler-60
Kepler-60 — звезда в созвездии Лиры на расстоянии около 3325 световых лет от нас. Вокруг звезды обращаются, как минимум, три планеты.

## Характеристики
Kepler-60 представляет собой проэволюционировавшую звезду спектрального класса G0, по размерам и массе несколько больше Солнца. Впервые в астрономической литературе упоминается в каталоге 2MASS, опубликованном в 2003 году. Масса звезды равна 1,11 солнечной, а радиус — 1,5 солнечного. Температура поверхности звезды составляет приблизительно 5915 кельвинов.